# Forcipomyia sanguinolenta
Forcipomyia sanguinolenta är en tvåvingeart som beskrevs av Jean-Jacques Kieffer 1925. Forcipomyia sanguinolenta ingår i släktet Forcipomyia och familjen svidknott. Inga underarter finns listade i Catalogue of Life.